# Celtis toka
Celtis toka är en hampväxtart som först beskrevs av Peter Forsskål, och fick sitt nu gällande namn av F.N. Hepper och J.R.I. Wood. Celtis toka ingår i släktet Celtis och familjen hampväxter. Inga underarter finns listade i Catalogue of Life.